# Santa Margherita di Belice
Santa Margherita di Belice er en italiensk by (og kommune) i regionen Sicilien i Italien, med omkring 6.056(2023) indbyggere. 